# Fatti della banda della Magliana
Fatti della banda della Magliana  è un film del 2005 diretto da Daniele Costantini e interpretato, fra gli altri, da Francesco Pannofino e Roberto Brunetti, con la partecipazione di Leo Gullotta e Fanny Cadeo, liberamente ispirato alle gesta della Banda della Magliana.

## Trama
In un ambiente surreale, rappresentato da un carcere, Luciano Amodio, detto Accattone depone di fronte ad un magistrato, confessando la sua appartenenza alla Banda della Magliana; dopo avere spiegato i motivi della sua latitanza in Venezuela e del suo pentimento inizia a raccontare le vicende della banda, introducendone i componenti, sia quelli ancora vivi, sia coloro che sono già morti, i quali, una volta entrati, si presentano e spiegano il loro ruolo e la loro sorte.
Una volta introdotto anche l'ultimo componente, Claudio Terenzi, detto Er Diavolo, inizia la storia della banda: i rapporti con il clan dei marsigliesi e con Albert Bergamelli, il rapimento del "duca" Boncompagni, il riciclaggio del denaro con l'aiuto di Francis Turatello e della mala milanese, l'idea della costituzione di un'organizzazione per il controllo delle attività criminali nella capitale e le regole che la banda avrebbe dovuto rispettare per rimanere unita.
La prima attività di cui la banda prende il controllo è quella delle scommesse clandestine all'ippodromo Tor di Valle, strappate a Peppe Er Terribile per passare poi al traffico degli stupefacenti, con la collaborazione della Nuova Camorra Organizzata di Raffaele Cutolo e di Cosa Nostra, attraverso i contatti con Pippo Calò. La banda stringe inoltre contatti anche con il mondo politico, in particolare con l'estrema destra, attraverso i contatti con Alessandro Alibrandi ed i fratelli Valerio e Cristiano Fioravanti, i quali si servivano della banda per il riciclaggio dei proventi delle rapine, con Ordine Nuovo e con il professor Aldo Semerari, il cui omicidio fu motivato dal suo stendere perizie psichiatriche sia per gli uomini di Cutolo che del suo rivale Umberto Ammaturo.
Viene rivelato il sito del deposito delle armi, custodite nei sotterranei del Ministero della sanità e l'incontro con l'onorevole Flaminio Piccoli, con la sua richiesta alla banda di un intervento per ritrovare l'onorevole Aldo Moro, fino alla svolta avvenuta nel 1980 quando Er Diavolo viene ucciso da Rolando Menicucci, appartenente all'omonimo clan, detta la banda dei Pesciaroli, che innesca dapprima una spirale di vendetta e successivamente la pretesa di un aumento della quota da parte di Fortunato Marras che provocherà la sua morte.
Viene riferito anche l'inizio del declino della banda: l'arresto di Sandrone ed Er Palletta dopo l'omicidio di un altro esponente del clan Menicucci, l'assassinio di Domenico Balducci ad opera di Ubaldino, Er Raguseo ed Er Palletta su richiesta di Pippo Calò, la morte di Er Raguseo, durante l'attentato al vice presidente del Banco Ambrosiano Roberto Rosone, compiuto forse su richiesta di Roberto Calvi o forse della loggia massonica P2, e la fuga in Venezuela dell'Accattone dopo lo scollamento della banda e la morte di Ubaldino ad opera di Sandrone, il quale, insieme ad Er Palletta, ucciderà Patrizio, il fratello dell'Accattone, incoraggiandolo nel suo proposito di pentimento.

## Produzione
Il film, coprodotto e distribuito dall'Istituto Luce, è stato girato nel carcere di Rebibbia, utilizzando, insieme agli attori, 20 detenuti veri, e la trama è stata ricostruita per mezzo degli atti istruttori della Procura di Roma.

## Altre pellicole sugli stessi fatti
- Romanzo criminale, diretto da Michele Placido (2005)
- Romanzo criminale - La serie, diretta da Stefano Sollima (2009-2011)